# Neukaledonien-Nachtschwalbe
Die Neukaledonien-Nachtschwalbe (Eurostopodus exul) ist eine kaum erforschte und möglicherweise ausgestorbene Vogelart aus der Familie der Nachtschwalben (Caprimulgidae). Sie war auf Neukaledonien in Melanesien endemisch und ist nur vom Typusexemplar bekannt, das 1939 gesammelt wurde.

## Merkmale
Der Holotypus, ein adultes Weibchen, misst 26 cm und hat ein Gewicht von 77 g. Die Flügellänge beträgt 184 mm. Das Gefieder ist insgesamt hell silbriggrau mit ziemlich spärlichen schwarzbraunen Flecken und Stricheln an der Oberseite. Die Krone ist schwärzlich. Die graubraunen Flügeldecken sind braun gesprenkelt und breit weißlich gelbbraun gefleckt. Die Schulterfedern sind gräulichbraun an den Innenfahnen, gräulichweiß an den Außenfahnen und breit schwarzbraun gestrichelt in der Mitte. Die Flügelmarkierungen ähneln denen der Salomonennachtschwalbe. Ein Nackenkragen fehlt. Die Brust ist braun, matt grauweiß und gräulichbraun. Die Kehle ist durch einen kleinen weißen Flecken gekennzeichnet.

## Systematik
Die Neukaledonien-Nachtschwalbe galt zeitweise sowohl mit der Bartnachtschwalbe (Eurostopodus mystacalis) als auch mit der Salomonennachtschwalbe (Eurostopodus nigripennis) als konspezifisch. Von letzterer unterscheidet sie sich durch die merklich kürzeren Flügel, die stärker weißlich granitgraue Oberseite, die klarere, breitere und stärker einheitlichschwarze Kronenmitte sowie durch den geringfügig rötlichbraun gefärbten Hinternacken. 1999 vermutete der britische Ökologe Chris Doughty, dass es sich bei dem Exemplar der Neukaledonien-Nachtschwalbe um einen Irrgast der Bartnachtschwalbe aus Australien handeln könnte. Ernst Mayr, der die Neukaledonien-Nachtschwalbe als Unterart der Bartnachtschwalbe betrachtete, ging jedoch in seiner wissenschaftlichen Erstbeschreibung von 1941 klar auf die Unterschiede zwischen den beiden Taxa ein. 1989 wurde die Neukaledonien-Nachtschwalbe von Storrs Olson und Jean-Christophe Balouet erstmals als eigenständige Art aufgeführt. Dieser Ansicht haben sich in der Folgezeit mehrere Autoren und Checklisten angeschlossen, darunter IOC World Bird Names, HBW and BirdLife Illustrated Checklist, BirdLife International, IUCN, Howard & Moore Checklist of the Birds of the World sowie die Clements Checklist of Birds of the World.

## Status
Die IUCN listet die Neukaledonien-Nachtschwalbe in der Kategorie „vom Aussterben bedroht“ (critically endangered) mit dem Zusatz „möglicherweise ausgestorben“ (possibly extinct). Am 21. August 1939 fing der Vogelsammler Thomas L. Macmillan, der sich im Auftrag der Whitney South Sea Expedition des American Museum of Natural History auf Neukaledonien aufhielt, das einzige bekannte Exemplar, ein Weibchen im Zustand der Eiablage, in einer von Myrtenheide dominierten Savanne in einer Küstenebene nahe dem Mont Panié. 1998 gab es eine ausgedehnte Suchexpedition nach dieser Art, die jedoch erfolglos verlief. Hinsichtlich des Verschwindens, vermutet der Ornithologe Nigel Cleere Buschfeuer sowie die Nachstellung durch Ratten, Hunde und Katzen. Auch die Kleine Feuerameise (Wasmannia auropunctata) stellt eine Bedrohung dar, da ihre Stiche in die Augen von Vögeln oder Wildtieren zur Erblindung der Opfer führen können.